# Polyodaspis albipennis
Polyodaspis albipennis är en tvåvingeart som först beskrevs av Becker 1916.  Polyodaspis albipennis ingår i släktet Polyodaspis och familjen fritflugor. Inga underarter finns listade i Catalogue of Life.